# Bukureštanski središnji toranj
Bukureštanski središnji toranj, poznat i po kratici BTC (eng. Bucharest Tower Center) ili kao Tower Center International, je poslovna zgrada koja se nalazi u Bukureštu, glavnom gradu Rumunjske. Zgrada ima 22 kata te ukupnu površinu od 31.000 kvadratnih metara.
Zgrada se nalazi pokraj Viktorijinog trga, odnosno pokraj Zone 1. maja. Bukureštanski središnji toranj visok je 120 metara.
Izgradnja Bukureštanskog središnjeg tornja završena je u prosincu 2008. Od prosinca 2008. do rujna 2009. zgrada nije bila u operativnoj funkciji zbog spora između vlasnika tornja i grčke Alpha Banke. Zbog toga je u tom vremenu mjesečno ostvarivan gubitak od 400.000 eura.

## Vanjske poveznice
- Službena web stranica o Bukureštanskom središnjem tornju
- Lista projekata SkyscraperCity u Bukureštu  Arhivirana inačica izvorne stranice od 10. listopada 2012. (Wayback Machine)
- Galerija slika